# 前鎮鎮南宮
前鎮鎮南宮是前鎮庄的守護公廟，創建於清康熙廿一年（1682年），係朱、張兩大姓先祖自福建漳州府漳浦縣渡台，在前鎮拓荒後，就地搭建而成，主祀關聖帝君。
朱、張二姓先祖始自結茅為廟祈福求孜，以農漁為業，子孫繁衍日盛；因地勢低漥，屢遭海潮亰蝕，不堪海水倒灌再三修葺之苦，俟後由鄉民集議發貣興建委員會籌備資金，由弟子群策群力熱誠捐獻，於1953年完成一樓仿古閩南式磚造新廟。 
1982年3月動土重建現今廟貌，為四樓前後殿兩廂房南式雁尾剪粘宮殿建築，於民國75年間竣工。

## 祀神
- 正殿：關聖帝君（從神：關平、周倉）、天上聖母、保生大帝、池府千歲、廣澤尊王、中壇元帥、註生娘娘、福德正神、虎爺
- 佛祖殿：觀音菩薩、文殊菩薩、普賢菩薩
- 太歲殿：太歲星君

## 外部連結
- https://www.facebook.com/%E5%89%8D%E9%8E%AE%E9%8E%AE%E5%8D%97%E5%AE%AE-102821785402368/前鎮鎮南宮